# 三角化截角四面體
三角化截角四面體是一種凸十六面體，由12個等腰三角形和4個六邊形所組成，其可以透過將截角四面體套用三角化變換來構造，也就是在截角四面體的每個三角形面上疊上三角錐來構成。
三角化截角四面體可以獨立填滿三維空間:209，因此是一種空間填充多面體，由三角化截角四面體重複排列堆砌填滿三維空間構成的幾何結構稱為三角化截角四面體堆砌。
三角化截角四面體是碳原子在鑽石分子結構中沃罗诺伊胞的形狀，位於鑽石立方晶格結構上。
若視作對稱空間重複模式的沃罗诺伊胞，則三角化截角四面體是一種准面体。

## 性質
三角化截角四面體共由16個面、30條邊和16個頂點組成，在其16個面中，有4個正六邊形和12個等腰三角形。

### 構造
三角化截角四面體可以透過在截角四面體加入4個頂點，該4個頂點位於截角四面體從四面體被截去的小四面體之幾何中心，再將該4個頂點各與最相近的三角形面的頂點相連來構造。簡單地說，就是在截角四面體的三角形面上疊上三角錐所構成的立體，疊上的三角錐之錐高為以同三角形底面構成的正四面體之面心到幾何中心的距離。

## 空間填充
三角化截角四面體之所以能夠獨立完成空間填充是因為有另外一種類似的空間填充——過截角交錯立方體堆砌，其由截角四面體和正四面體兩種立體共同交錯堆砌填滿空間。這種幾何結構的每個截角四面體周圍都相鄰了4個正四面體，位於截角四面體的三角形面之位置；每個正四面體周圍亦有相鄰了4個截角四面體，而三角化截角四面體可以視為截角四面體與正四面體從幾何中心的分割組成的立體，而每個正四面體正好分割成四個小三角錐，恰好分配給4個截角四面體；每個截角四面體周圍又恰好有4個由正四面體分割成的小三角錐，正好構成一個三角化截角四面體，換句話說，即過截角交錯立方體堆砌中的正四面體洽好分割並完全與截角四面體組合成三角化截角四面體，因此三角化截角四面體能夠獨立完成空間填充。

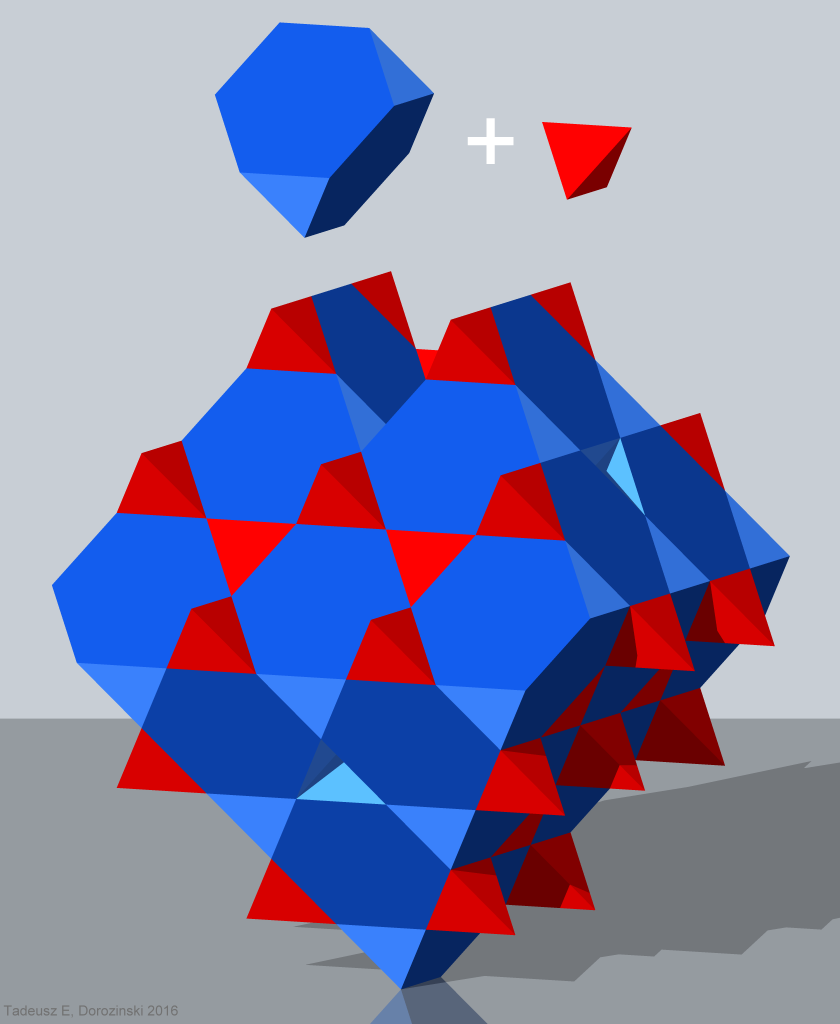
過截角交錯立方體堆砌
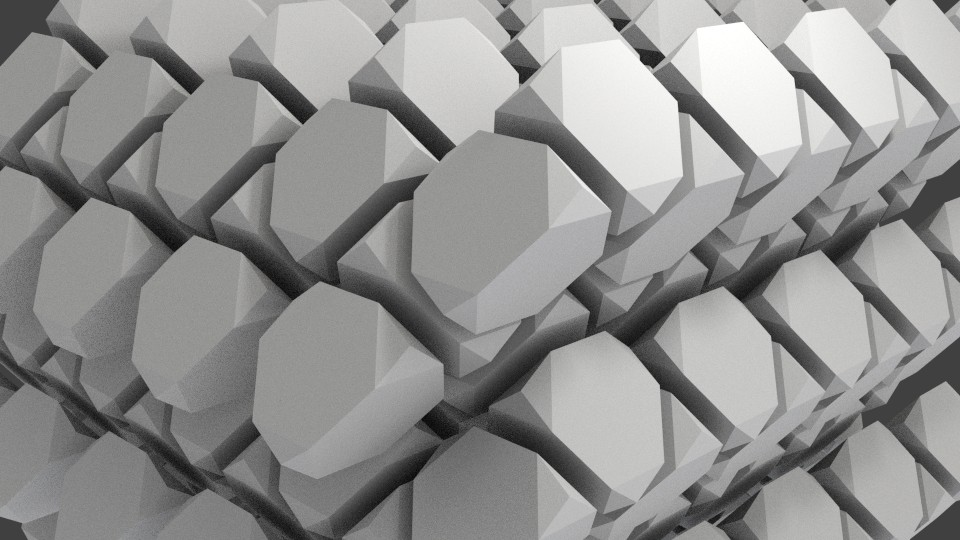
三角化截角四面體堆砌

## 對偶多面體

三角化截角四面體的對偶多面體為截三階角三角化四面體

三角化截角四面體的對偶多面體為截三階角三角化四面體（order-3 truncated triakis tetrahedron），其可以透過將截角四面體的對偶多面體——三角化四面體截去所有3個三角形的公共頂點來構造。截三階角三角化四面體的外觀為每個面疊上錐台的四面體，由12個梯形和4個三角形組成，也是一種十六面體。